# Наталегава, Марти
Раден Мохаммад Марти Мулиана Наталегава (индон. Raden Mohammad Marty Muliana Natalegawa), больше известный как Марти Наталегава (индон. Marty Natalegawa) — министр иностранных дел Индонезии в 2009—2014 годах.

## Ранние годы жизни
Марти Наталегава родился 22 марта 1963 года в Бандунге. Его отец, Сонсон Наталегава (индон. Sonson Natalegawa), в прошлом занимал пост генерального директора одного из крупнейших государственных банков.

## Образование
С 1976 по 1981 год обучался в Великобритании, закончил Элсмирский колледж и Колледж Конкорда. В 1985 году окончил Колледж Корпус Кристи Кембриджского университета, получив степень магистра философии. В 1993 году получил степень доктора философии в Австралийском национальном университете.

## Дипломатическая карьера
На дипломатической службе с 1986 года. Работал в должности главы администрации индонезийского МИД, затем — в аппарате АСЕАН. 11 ноября 2005 года президент Сусило Бамбанг Юдойоно назначил Наталегава послом Индонезии в Великобритании. С 2007 по 2009 год — постоянный представитель Индонезии в ООН. С 2009 года — министр иностранных дел Индонезии.

## Личная жизнь
Жена Марти Наталегава — Сранья Бамрунгфонг (Sranya Bamrungphong), тайка по национальности. В семье трое детей.

## Награды
- Рыцарь-командор ордена Святых Михаила и Георгия (2012 год, Великобритания)[7]
- Орден Восходящего солнца I степени (2025 год, Япония)[8]